# Thomas d'Aunou
Pour les articles homonymes, voir Daunou.
Thomas d'Aunou, né en Normandie et mort le 15 juin 1278, est un évêque de Séez du XIIIe siècle.

## Biographie
Thomas, issu d'une famille noble du diocèse de Sées, il est selon Honoré Fisquet issu de la maison baroniale d'Aunou qui, par Geoffroi, comte de Brionne, fils naturel de Richard sans Peur, tire sa souche des ducs de Normandie. 
À la mort de Geoffroy de Mayet, le chapitre cathédral présente une requête pour élire leur nouvel évêque. Thomas d'Aunou, élu canoniquement par le chapitre, est confirmé le 2 juillet 1258par l'archevêque de Rouen Eudes Rigaud. Il l'ordonne prêtre le 21 décembre et le consacre évêque de Séez le lendemain à la cathédrale de Rouen. 
En 1259, en l'absence de l'archevêque, il fait une ordination dans l'église de Port-Mort. En 1260, il assiste au concile provincial tenu dans l'église Saint-Ouen de Pont-Audemer. En 1261, il participe à l'assemblée convoquée à Paris par le roi Louis IX (futur saint Louis) pour aviser aux mesures à prendre dans l'intérêt des chrétiens qui habitent la Palestine.
Il assiste à Rouen au sacre de Gui du Merle, évêque de Lisieux et en 1268, à l'Échiquier tenu à Caen. Un arrêt du parlement de Paris maintient, en 1272, à sa requête les droits et privilèges de son église contre les prétentions du comte d'Alençon qui, pour expier ses torts, lègue en mourant à Salerne en 1282, quelques-uns de ses biens à la cathédrale de Séez. Il accompagne l'archevêque de Rouen au concile de Lyon tenu en 1274 par le pape Grégoire X. 
Thomas d'Aunou transige avec Foulque du Merle, seigneur du Merlerault, frère de Gui, évêque de Lisieux, sur le patronage alternatif de l'église de Gâprée.
Il meurt le 15 juin 1278 et est inhumé devant le grand autel de l'abbatiale de Saint-André-en-Gouffern.